# Mazurka de Debussy
Mazurka est une pièce pour piano de Claude Debussy composée en 1890-1891.

## Présentation
Mazurka est composée en 1890-1891. 
Avec la Rêverie, l’œuvre est cédée par Debussy à Choudens le 14 mars 1891, puis, de nouveau (« par mégarde (?) »), le 30 août de la même année à Hamelle. La partition est publiée par Hamelle en 1903, à 290 exemplaires, puis par E. Fromont en 1905. En 1907, Hamelle et Fromont conclurent un accord pour mettre fin à toute contestation éditoriale. 
Le compositeur, dans une lettre écrite à Fromont en 1905, évoque cette pièce de jeunesse en indiquant : « Je n'ai vraiment aucun goût pour ce genre de morceau, en ce moment surtout ». 

## Analyse
Le titre de l’œuvre, Mazurka, rappelle l'admiration pour Chopin de Debussy. Pour Harry Halbreich, « il s'agit de l'une de ses pages les moins personnelles, malgré un charme toujours indéniable ». Le musicologue rapproche la partition de l'Intermezzo de la Petite Suite de Borodine.
La pièce est scherzando, de forme ternaire, ABA', dont chaque partie est plus brève que la précédente. Les deux sections externes sont en fa dièse mineur, « d'un élan robuste, avec leurs sensibles abaissées modales », et entourent « un intermède assez long en ré majeur, où les rythmes pointés obsédants propres à toute mazurka revêtent une allure plus gracieuse et plus légère ».
Dans l'écriture, son « harmonie modalisante et les tournures mélodiques sont proches de ceux de la Petite Suite (1889) ou de la Tarentelle styrienne (1891) ».
Pour Guy Sacre, la Mazurka possède aussi « un peu d'humour, cette épice qui épanouit les brouets les plus communs ». Le caractère de mazurka s'efface dans la partie centrale de la partition, « plus fluide, plus vagabonde, [qui] sort de cette veine, chez Debussy, qu'on appellera « bergamasque », et qui met dans les mesures, tour à tour, le sourire de Colombine, l'ironie de Pulcinella, la mélancolie de l'« éternel Clitandre » : la barre de mesure se relâche (séquences à deux temps en plein 
), le rythme pointé s'assouplit, les slavismes de la première partie cèdent à de frais motifs de ronde ou de chanson ». 
La durée d'exécution moyenne de la pièce est de trois minutes environ.
Dans le catalogue des œuvres du compositeur établi par le musicologue François Lesure, la Mazurka porte le numéro L 75 (67) .

## Discographie
- Debussy : Piano works Vol. 1, François-Joël Thiollier (piano), Naxos 8.553290, 1995[7].
- Debussy : Complete Works for Piano, Volume 3, Jean-Efflam Bavouzet (piano), Chandos Records CHAN 10467, 2008[8].
- Debussy : The Solo Piano Works, Noriko Ogawa (piano), BIS Records CD 1955/56, 2012[9].
- Debussy : Early and late piano pieces, Steven Osborne (piano), Hyperion Records CDA 68390, 2022[10].
- Claude Debussy : The complete works, CD 1, Aldo Ciccolini (piano), Warner Classics, 2018[11].